# Aleksandr Dolguixin
Aleksandr Dolguixin   (Moscou, 7 de març de 1946 - Moscou, 17 d'abril de 2006) fou un waterpolista rus que va competir sota bandera soviètica durant les dècades de 1960 i 1970.
El 1968 va prendre part en els Jocs Olímpics d'Estiu de Ciutat de Mèxic, on guanyà la medalla de plata en la competició del waterpolo. Quatre anys més tard, a Munic, va guanyar la medalla d'or en la mateixa competició. El 1976, a Montreal, fou vuitè en la competició del waterpolo.
En el seu palmarès també destaca una medalla d'or al Campionat del Món de waterpolo de 1975 i dues medalles d'or al Campionat d'Europa de waterpolo, el 1966 i 1970. A nivell de clubs jugà al CSK VMF Moscou, amb qui guanyà les lligues soviètiques de 1964-1967, 1970-1971 i 1975-1978, la Copa d'Europa de 1976 i la Supercopa d'Europa de 1977.
Va morir d'una insuficiència cardíaca el 2006.